# 李敬姬
李敬姬（韓語：이경희；1972年7月10日—），北韓藝術體操退役運動員。曾代表北韓出戰1992年夏季奧林匹克運動會，以17名的成績晉級決賽，並在決賽中位列17。
2007年脫北，並負責韓國體操協會工作，後執教韓國國家代表藝術體操選手。